# Choroba Camuratiego-Engelmanna
Choroba Camuratiego-Engelmanna (in. postępująca dysplazja trzonów, postępująca sklerotyzująca dysplazja trzonów kości długich, postępująca dysplazja kości długich; ang. Camurati–Engelmann disease, CED, CAEND) – genetycznie uwarunkowany zespół wad wrodzonych dziedziczony autosomalnie dominująco. Charakteryzuje się postępującym przerostem nasad kości długich, bólami kończyn dolnych, chodem kaczkowatym oraz nużliwością (szybkim zmęczeniem i osłabieniem) mięśni szkieletowych, bez objawów niepełnosprawności intelektualnej.

## Historia
Pierwszy przypadek został opisany w 1920 roku przez angielskiego lekarza Edwarda Cockayne’a. W 1922 włoski lekarz Mario Camurati wysunął podejrzenie, że choroba ma podłoże dziedziczne. W 1929 austriacki ortopeda Guido Engelmann opisał ciężką postać schorzenia. W 1948 zespół pod kierunkiem Edwarda Neuhausera zaproponował termin „postępująca dysplazja trzonów” na określenie choroby Camuratiego-Engelmanna.

## Etiologia
Choroba spowodowana jest uszkodzeniem genu transformującego czynnika wzrostu beta 1 (TGFβ1) zlokalizowanego na chromosomie 19q13. Do 2012 roku zidentyfikowano około 40 mutacji tego genu we fragmencie kodującym region LAP oraz w regionie kodującym peptyd sygnałowy. Powoduje to wzrost ekspresji genu TGFβ1 i zwiększenie ilości TGFβ1 zarówno w osoczu krwi jak w tkance kostnej. Białko TGFβ1 zwiększa zarówno procesy kościotworzenia jak i kościogubne, hamuje czynniki regulatorowe miogenezy oraz różnicowanie się adipocytów.  Nie można wykluczyć, że obraz kliniczny jest powodowany zbyt wczesną degradacją TGFβ1.

## Epidemiologia
Częstość występowania jest nieznana. Do 2013 opisano na świecie około 300 pacjentów. W Polsce do 2006 opisano 3 przypadki.

## Obraz kliniczny
Pierwsze objawy choroby pojawiają się zwykle we wczesnym dzieciństwie i zawsze przed 30. rokiem życia. Przebieg choroby może być o różnym nasileniu. Podstawowymi objawami są typowe zmiany radiologiczne kości długich (94%), bóle kończyn (68%), chód kaczkowaty (44%) oraz nużliwość mięśni szkieletowych (39%). U chorych mogą również występować zaburzenia endokrynologiczne takie jak osteoporoza, niedobór witaminy D3, opóźnione pokwitanie oraz wtórny hipogonadyzm.

## Diagnostyka różnicowa
Podstawą rozpoznania jest stwierdzenie symetrycznego i obustronnego pogrubienia dystalnych nasad kości długich, bez zajęcia chrząstek nasadowych, początkowo kości udowej i kości piszczelowej, ostro odgraniczonymi od prawidłowej tkanki kostnej.
Chorobę Camuratiego-Engelmanna należy różnicować z następującymi rozpoznaniami:
- mięsak Ewinga,
- zapalenie kości i szpiku,
- choroba van Buchema (śródkostny przerost kości zbitych),
- choroba Ribbinga (dziedziczne rozsiane stwardnienie trzonów).

## Leczenie
W leczeniu stosowane są kortykosteroidy (prednizolon oraz deksametazon), które u pacjentów z chorobą Camuratiego-Engelmanna zapobiegają nadmiernemu tworzeniu kości, zmniejszają dolegliwości bólowe oraz objawy nużliwości. Obserwuje się również cofanie się zmian radiologicznych. Istnieją pojedyncze doniesienia o skuteczności kalcytoniny oraz bisfosfonianów.

## Rokowanie
Rokowanie co do życia jest dobre, natomiast jakość życia jest zależna od ciężkości przebiegu i może być znacząco obniżona przez dolegliwości bólowe i problemy z poruszaniem się. Choroba może ulegać spontanicznej remisji lub łagodnieć po 30. roku życia.

## Choroba Camuratiego-Engelmanna typ 2
W 2012 zespół Gena Nishimury opisał 2 przypadki choroby Camuratiego-Engelmanna, z typowym obrazem klinicznym, jednakże nie stwierdzono ani mutacji genu TGFβ1, ani też jego receptora TGBR1.

## Kultura masowa
John Belluso (1969–2006), amerykański dramaturg z zespołem Camuratiego-Engelmanna, tworzył sztuki teatralne, których tematem jest niepełnosprawność, oraz brał udział w tworzeniu seriali Zaklinacz dusz, Deadwood oraz Eyes.